# Aulacaspis actinidiae
Aulacaspis actinidiae är en insektsart som beskrevs av Sadao Takagi 1970. Aulacaspis actinidiae ingår i släktet Aulacaspis och familjen pansarsköldlöss.
Artens utbredningsområde är Taiwan. Inga underarter finns listade i Catalogue of Life.